# Hôpital de Sion
 (avril 2023).
Si vous disposez d'ouvrages ou d'articles de référence ou si vous connaissez des sites web de qualité traitant du thème abordé ici, merci de compléter l'article en donnant les références utiles à sa vérifiabilité et en les liant à la section « Notes et références ».
L'hôpital régional de Sion-Hérens-Conthey est un hôpital situé à Sion, en Suisse.

## Histoire
L'hôpital de Sion a été créé en 1854. Il a été scindé en deux unités le 11 février 1937, l'hôpital-asile, consacré à l'assistance aux défavorisés, et l'hôpital régional de Sion-Hérens-Conthey consacré aux services médicaux.
L'hôpital de Sion a été transféré sur le site de Gravelone en mai 1944 puis, le 4 décembre 1979, sur son site actuel de Champsec. Après avoir été hôpital gériatrique entre 1979 et 2006. Le site de Gravelone a été transformé en un établissement médico-social (EMS) en 2007.

## Présentation
Cet hôpital est l'établissement de référence des districts valaisans de Sion, d'Hérens et de Conthey. Principal établissement hospitalier du Valais, il accueille également des patients aux pathologies lourdes provenant de tout le canton. Premier employeur de la région, il occupe plus de 1 080 personnes, enregistre près de 110 millions de dépenses annuelles, totalise plus de 110 000 journées annuelles d’hospitalisation et héberge environ 12 500 patients par an (sans prendre en compte les personnes fréquentant l’hôpital de jour et les patients ambulatoires).

## Controverse
Depuis 2011, l'hôpital est secoué par une suite d'affaires mettant en cause des rivalités de pouvoir médical, de management et d'influences politiques, avec possiblement des conséquences sur la santé des patients. Un audit international est réalisé, plusieurs chirurgiens et médecins démissionnent ou sont licenciés, le président lui-même démissionne le 29 avril 2014.